# Reino de los Deva

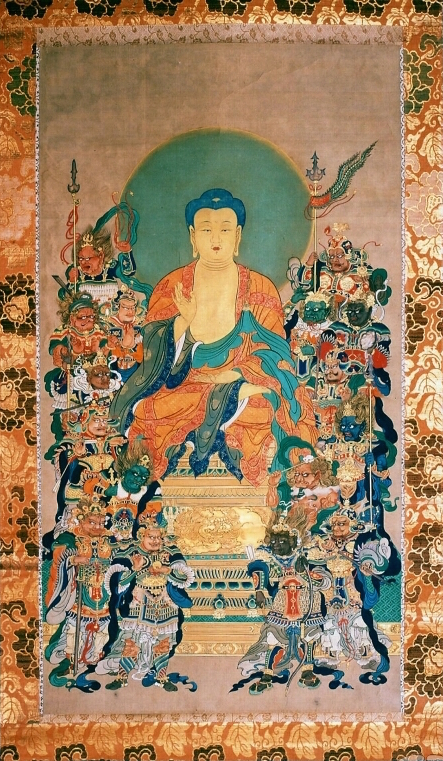
Representación budista japonesa que muestra a Buda rodeado de devas.

En el ámbito de la mitología budista, el Reino de los Devas es uno de los Seis Reinos de Existencia por los cuales, según el budismo, deambula la conciencia, un nacimiento tras otro, en el ciclo conocido como samsara; siendo un reino de éxtasis, gozo y alegría para quienes lo habitan.
La palabra devas suele traducirse como dioses, sin embargo cabe señalar que los devas budistas (como los hinduistas) no son seres omniscientes ni todopoderosos, y ni siquiera son inmortales; pero que si viven vidas extremadamente largas. Para los budistas, los devas son seres que dependiendo de sus características y "poder", habitan diferentes "cielos" donde gozan de múltiples placeres en recompensa a sus buenas acciones en anteriores vidas pasadas, pero en las cuales  no lograron o no pudieron aún alcanzar la iluminación; por lo cual aún no han superado los niveles kármicos y por ello aún están sujetos a nuevos renacimientos. los seres que llegan a este reino viven así un gran periodo de extremo gozo y felicidad, hasta que dependiendo de su karma, deben una vez más renacer nuevamente en el reino humano u otro reino inferior de los Seis Reinos de Existencia.
Sin embargo, para el budismo las divinidades de este reino al estar sometidos al mundo sin permanencia y sujetos al samsara, igualmente para lograr perder la necesidad de renacer y alcanzar el nirvana, deben dejar de lado el gozo extremo de los placeres de este reino y seguir el camino indicado por el Buda. Así, el Buda es el maestro supremo de hombres y dioses.
Sin embargo en el reino de los Devas, al ser considerado que se vive en un "paraíso", en el cual hay gozo y alegría, y no existe el sufrimiento; por su naturaleza extremadamente agradable, la estancia en este reino dificulta (o generalmente hace imposible) seguir el camino a la iluminación, al dejarse llevar por lo que entrega este reino. Así el Reino humano se diferencia de los demás reinos porque es el único en el que se alberga la posibilidad de alcanzar la iluminación plena o nirvana, al presentar tanto alegría como sufrimiento y necesidades que nos llevarían a la necesidad de buscar el camino de la iluminación.

## Cielos superiores e inferiores

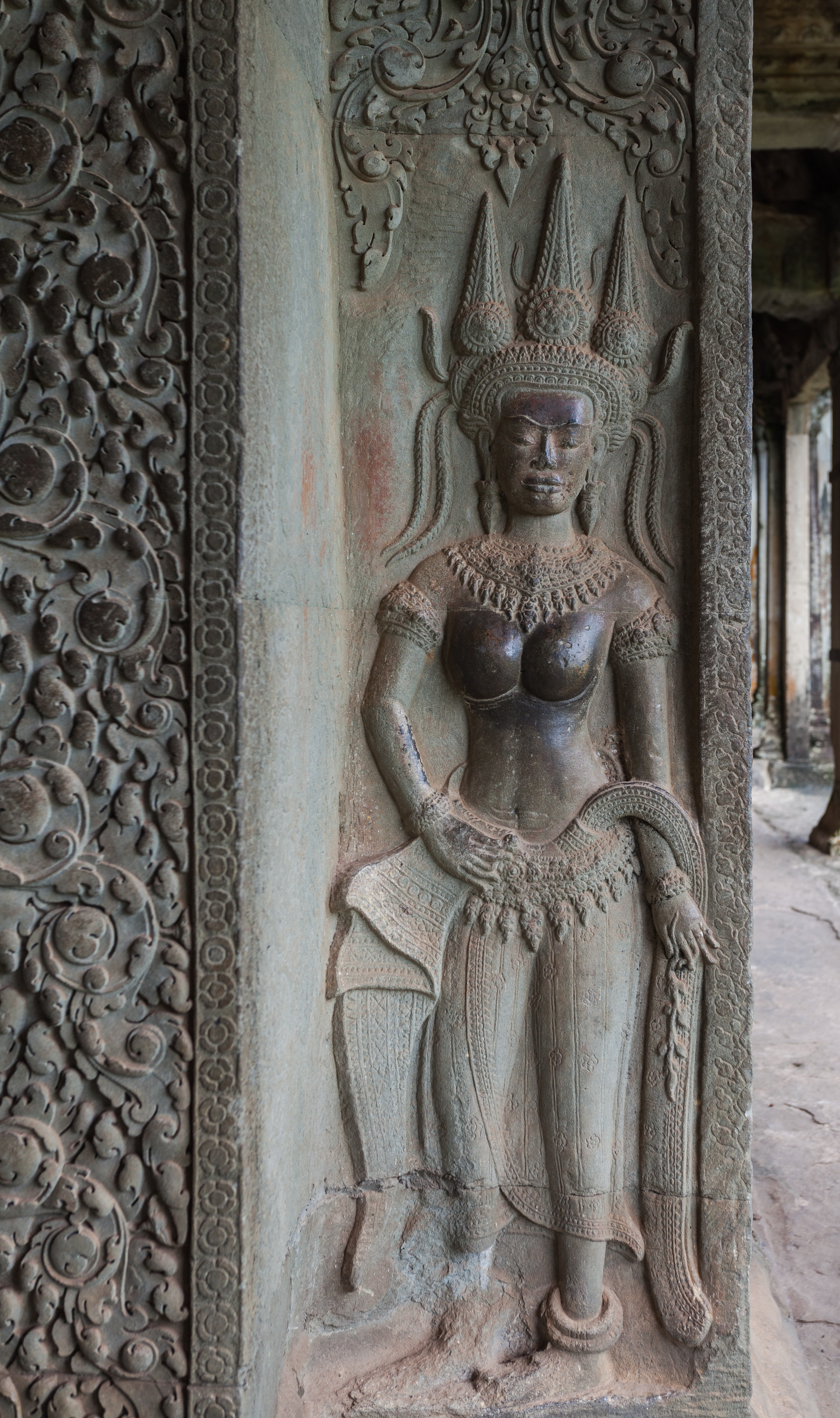
Representación de un deva en Angkor Wat, Camboya

Los «cielos» donde residen los devas se suelen subdividir en cielos superiores e inferiores. Los cielos superiores se remiten a los planos rupa (‘con forma material) y arupa (‘sin forma material’).
Los cielos inferiores se encuentran, al igual que las otras cinco formas de existencia (incluidos humanos y animales) en el kama avachara. Estos seis cielos inferiores son:
- Cielo de los Cuatro Reyes Deva
- Trayastrimsa
- Yama Deva
- Tushita
- Nirmanarati
- Paranirmitavasavartin

Los cuatro primeros son denominados a veces colectivamente «cielos celestes» para diferenciarlos de los dos últimos o «cielos terrestres».
La esperanza de vida de un deva es de un mínimo de nueve millones de años, alcanzando los más longevos duraciones prácticamente inconcebibles desde la perspectiva humana. Para describir lapsos tan largos los budistas recurren a una unidad de tiempo denominada kalpa.